# Pangrapta incisa
Pangrapta incisa är en fjärilsart som beskrevs av Otto Staudinger 1888. Pangrapta incisa ingår i släktet Pangrapta och familjen nattflyn. Inga underarter finns listade i Catalogue of Life.